# Battaglia del Larga
La battaglia del Larga (7 luglio 1770) fu combattuta, nell'ambito della guerra russo-turca (1768-1774), fra l'Impero russo e l'Impero ottomano. Lo scontro avvenne in Moldavia, presso il fiume Larga.

## La battaglia
Lo scontro, durato otto ore, si svolse il medesimo giorno della battaglia di Cesme, punto chiave via mare della guerra russo-turca (1768-1774).
All'alba del 7 luglio del 1770, le truppe russe attraversarono il fiume Larga, attraverso il quale giunsero all'accampamento degli ottomani. Alle 4 del mattino la lotta iniziò con il bombardamento dell'artiglieria russa. I soldati russi resistettero agli attacchi della cavalleria tartara, che dovette ritirarsi con perdite significative. Verso mezzogiorno, le truppe russe avevano già preso l'accampamento ottomano dopo uno scontro a baionetta, causando il ritiro delle truppe ottomane e tartare.
La battaglia si risolse in una decisiva vittoria dei russi che riuscirono a catturare 33 cannoni turchi ed il vasto accampamento nemico. Per questa vittoria, Rumjancev ottenne la I classe dell'Ordine imperiale di San Giorgio. Due settimane più tardi, i russi ottennero una nuova grande vittoria nella battaglia di Kagul.